# Ron Eldard
Ronald Jason Eldard (nació el 20 de febrero de 1965) es un actor de cine estadounidense.

## Biografía
Eldard, el segundo de siete hijos (4 hermanas y 2 hermanos), nació en Long Island, Nueva York. La madre de Eldard murió en un accidente de coche cuando era un niño, y Eldard y sus hermanos fueron enviados a vivir con varios miembros de la familia, mientras vivía con su tía y tío. A los 13 años, Ron se mudó a Ridgewood para vivir con su hermana Lana y su marido.
Trabajó en un restaurante local de comida rápida llamado de pollo Galore, donde a menudo llevaba el "Chicken Suit" outfilt mascout. En la escuela, él era conocido como el payaso de la clase. Fue conocido localmente para copiar las actuaciones de Steve Martin y Robin Williams.
Eldard se graduó en el prestigioso New York High School for the Performing Drama y Artes 'Departamento. Durante sus años de escuela secundaria, se realiza en el espectáculo de un hipnotizador del Bajo Manhattan como público un "miembro de los cuales fue elegido al azar" para ser en el escenario. También realizó magia de la calle de Manhattan.

## Carrera
Eldard hizo su debut cinematográfico en el Amor Verdadero 1989 comedia, escrita y dirigida por Nancy Savoca, y coprotagonizada por Annabella Sciorra. Esta película ganó el Premio del Jurado Grandy en el Festival de Cine de Sundance. Eldard Ha actuado en Broadway en la aclamada producción de La ley del silencio, Biloxi Blues, Bash: Latterday obras de teatro y muerte de un viajante. Los dos últimos fueron filmados por las producciones Showtime.
El 9 de enero de 2006 debutó en el papel de padre Flynn en el premio Tony y premio Pulitzer, ganador de la producción de Broadway de la duda frente a la estimada actriz británica Dame Eileen Atkins.

## Vida personal
Eldard se reunió con su exnovia Julianna Margulies, a la que había conocido en una clase de actuación en 1991, cuando ella coprotagonizó la exitosa serie de la NBC ER en la que Eldard interpretó al paramédico Ray 'Shep' Shepard durante 17 episodios entre los años 1995 y 1996, y también aparecieron en la película Ghost Ship en 2002. Su relación terminó en 2003.

## Filmografía
- 2013 - Jobs.... Rod Holt
- 2011   Roadie.... Jimmy Testagross
- 2011 - Super 8.... Louis Dainard
- 2008 - The Tenth Circle.... Daniel Stone
- 2007 - Already Dead.... Thomas Archer
- 2007 - Demons.... Gus
- 2007 - Camino de la venganza
- 2006 - Diggers.... Jack
- 2006 - Freedomland.... Danny Martin
- 2005 - Fathers and Sons.... Tom
- 2003 - House of Sand and Fog.... Lester
- 2002 - Ghost Ship.... Dodge
- 2002 - Just a Kiss.... Dag
- 2001 - Black Hawk Down.... Durant
- 2000 - Death of a Salesman.... Biff Loman
- 1999 - Mystery, Alaska.... 'Skank' Marden
- 1999 - The Runner.... Edward
- 1998 - When Trumpets Fade.... Sgt. David Manning
- 1998 - Deep Impact.... Oren Monash
- 1998 - Delivered.... Reed
- 1996 - Sleepers.... John Reilly
- 1996 - Bastard Out of Carolina.... Glen Waddell
- 1995 - The Last Supper.... Pete
- 1995 - Sex & the Other Man.... Bill Jameson
- 1992 - Scent of a Woman.... Officer Gore
- 1992 - Jumpin' Joe.... Joe Dugan
- 1991 - Drop Dead Fred.... Mickey Bunce
- 1989 - True Love.... Michael

## Series de TV
- 2009 - Law & Order: Special Victims Unit.... Geno Parnell
- 2005 - Blind Justice.... Detective Jim Dunbar (13 episodios)
- 1999 - Homicide: Life on the Street.... Emmet Carey (1 episodio 1999)
- 1996/97 - Men Behaving Badly.... Kevin Murphy (23 episodios)
- 1995/96 - ER.... Ray 'Shep' Shepard (17 episodios)
- 1993/94 - Bakersfield P.D..... Detective Wade Preston (17 episodios)
- 1993 - Tribeca.... Phil (1 episodio)
- 1992 - Arresting Behavior.... Oficial Donny Walsh (5 episodios)
- 1989 - One Life to Live.... Blade